# No greater love
No greater love (dansk: Forlist kærlighed) er en bog, der er skrevet af Danielle Steel. Bogen lægger baggrund til en film af samme navn.

## Handling
Bogens hovedperson er Edwina, som mister sine forældre og sin forlovede om bord på færgen Titanic. Edwina skal efter den tragiske hændelse egenhændigt forsørge og opdrage sine fem yngre søskende, hvilket er en stor udfordring for hende.
| Bog | Spire Denne artikel om bøger og tidsskrifter er en spire som bør udbygges. Du er velkommen til at hjælpe Wikipedia ved at udvide den. |